# The KLF
The KLF fue una banda musical inglesa originaria de Londres. Se mantuvo activa entre finales de los 80 y principios de los 90. Durante esos años, realizaron lanzamientos con diferentes nombres, tales como The Justified Ancients of Mu Mu o The Timelords.

## Historia

### Inicios
En 1988, uno de los primeros singles creados por Cauty y Drummond, "Doctorin' the Tardis", llegó al número uno en las listas británicas. La canción es primordialmente un collage con piezas del tema para la serie de televisión "Doctor Who", de "Blockbuster" de Sweet y del clásico de Gary Glitter "Rock and Roll (Part Two)". Cauty y Drummond siempre presumieron de haber participado en la primera creación deliberada de un número uno e incluso escribieron un estudio, "The Manual (How to Have a Number One the Easy Way)", sobre, entre otras cosas, cómo el hecho de reciclar a Gary Glitter supone un éxito seguro al menos una vez cada década. Antes, en 1987, con "Withney Joins The JAMs", la estrategia de colisión con el establishment había consistido en mezclar muestras del tema de "Mission: Impossible" con partes de "I Wanna Dance with Somebody (Who Loves Me)". Pero el ejemplo más memorable resultó haber sido "The Queen and I", el cual utilizaba grandes partes del sencillo de ABBA "Dancing Queen". La grabación recibió la atención de los abogados de la banda sueca y, después de una intensa batalla legal, el álbum tuvo que ser retirado de las tiendas. Drummond y Cauty viajaron a Suecia con la esperanza de ser recibidos por ABBA y llegar a un acuerdo, junto con un periodista y un fotógrafo de la revista NME y el resto de las copias del LP. No llevándose a cabo la reunión, lo que sí se realizó fue la quema ceremonial de dichas copias y el arrojo de sus cenizas al Mar del Norte. "Artísticamente justificado", siempre según Cauty.
En 1990, Cauty había creado junto con Alex Paterson el proyecto ambient llamado The Orb. Decisivamente influenciados por el material que The Orb estaba creando, Drummond y Cauty graban "Chill Out". Conceptualmente, se trata de la crónica de un viaje nocturno por el sur de los Estados Unidos. Indisimuladamente suenan Elvis Presley, Fleetwood Mac, Acker Bilk, un Oberheim OB-8, una guitarra pedal steel —referencia a las colaboraciones de Daniel Lanois con Brian Eno— así como muchos otros ambientes. En 1996, la revista Mixmag incluye el disco entre las cinco grabaciones más importantes de la historia de la música dance.
En 1991 The KLF, el más popular de los varios nombres artísticos utilizados por los británicos Bill Drummond y Jimmy Cauty, acrónimo aparente de Kopyright Liberation Front ("Frente por la liberación de los derechos de autor") -algo nunca desmentido por ellos—, edita "The White Room", con la declarada intención de crear el primer disco dance puro, sin puntos de referencia con música anterior alguna, en particular sin elementos del rock and roll. Definido por sus autores como Pure Trance, tres de sus sencillos capitanearon las listas de la época: "What Time is Love?", "3 A.M. Eternal" y "Last Train to Trancentral".

El Libro
2023: una trilogía, es un libro de Jimmy Cauty y Bill Drummond escrito como The Justified Ancients of Mu Mu . El libro se publicó en 2017, 23 años después de que el dúo hubiera quemado un millón de libras esterlinas que ganaron en la industria de la música como The KLF .

Fondo
La figura de la industria musical Bill Drummond y el artista/músico Jimmy Cauty comenzaron a grabar juntos en 1987 como The Justified Ancients of Mu Mu (también conocidos como The JAMs), nombrándose a sí mismos en honor al grupo conspirador ficticio "The Justified Ancients of Mummu" de La trilogía Illuminatus. En 1988 tuvieron un sencillo número uno en el Reino Unido - Doctorin' the Tardis - como The Timelords, y posteriormente escribieron su primer libro juntos - The Manual - documentando el proceso de hacer un disco de éxito. 
Después de la transición a The KLF, Cauty y Drummond se convirtieron y tuvieron el sencillo más vendido en el mundo en 1991. En mayo de 1992 KLF anunció su retiro inmediato de la industria de la música y la eliminación de su catálogo anterior. Llenos de dinero en efectivo de su carrera pop, el dúo formó la Fundación K , una salida creativa para sus proyectos de arte y campañas de medios. El 23 de agosto de 1994, la K Foundation quemó infamemente lo que quedaba de sus ganancias de KLF (un millón de libras) y filmó la actuación. Más tarde emitieron una declaración diciendo que el 5 de noviembre de 1995 habían firmado un "contrato" en Cape Wrath , en el norte de Escocia, acordando liquidar la Fundación K y no hablar sobre la quema de dinero durante un período de 23 años.
El 5 de enero de 2017, se vio en Hackney, Londres, un cartel atribuido a Cauty y la compañía K2 Plant Hire Ltd de Drummond con el título "2017: ¿QUÉ MIERDA ESTÁ PASANDO?", haciéndose eco del anuncio de prensa y el título de - la actuación de regreso de 23 minutos de KLF como 2K en 1997 - "1997 (What The Fuck's Going On?)", y una referencia al álbum debut de The JAMs 1987 (What the Fuck Is Going On?) . El cartel anunciaba que Justified Ancients Of Mu Mu "están trabajando actualmente en su unidad de industria ligera", y que el trabajo se haría público el 23 de agosto de 2017, pero Drummond negó que el dúo tuviera planes "para reformar el KLF o explotar nuestro catálogo anterior de alguna manera". No obstante, abundaban los rumores de que The Justified Ancients Of Mu Mu regresaría al negocio de la música, suposición hecha al menos por The Guardian , Fact Magazine y NME . Sin embargo, pronto se hizo evidente que los JAM no lanzarían música, sino una novela titulada 2023: una trilogía.

Lanzamiento del libro
A los 23 segundos de la medianoche del 23 de agosto, 23 años después de quemar un millón de libras, Drummond y Cauty llegaron a la librería News From Nowhere en Liverpool en su furgoneta de helados y lanzaron oficialmente 2023: una trilogía . El número 23 - o el enigma 23 - es un tema recurrente tanto en The Illuminatus! Trilogía y el trabajo del KLF. Después de un sello de libros, ,Cauty y Drummond organizaron un festival de tres días llamado " Bienvenidos a la Edad Media ".

Trama
2023 es un artefacto que se plantea inicialmente como una novela al uso, pero que acaba convirtiéndose en un divertimento que transciende lo narrativo y se torna en una celebración de las andanzas de los dos sociópatas más añorados del indie pop británico. 2023 retrata un mundo que resulta familiar por su pavorosa proximidad y por cuanto tiene, a su vez, de tributo al Orwell más distópico.
Hannah Ellis-Petersen, escribiendo en The Guardian , describe el libro como "un metarrelato de múltiples capas y autorreferencial". 

Portada
Como Illuminatus! , la portada de 2023 presenta una pirámide. La pirámide de la portada de The Illuminatus! Trilogy hace referencia al ícono del Ojo de la Providencia, a menudo representado como un ojo dentro de un triángulo o pirámide. La pirámide ha sido otra característica constante en el trabajo del dúo: el logotipo de KLF Communications era el "Pyramid Blaster", una pirámide , frente a la cual está suspendido un ghetto blaster que muestra la palabra "Justificado". Durante el resurgimiento del dúo en 1997, propusieron que K2 Plant Hire construyera una "Pirámide del Pueblo" con tantos ladrillos como nacimientos en el siglo XX en el Reino Unido, y el plan se reinició durante "Bienvenidos a la Edad Media" y la pirámide ahora se construirá con ladrillos que contienen las cenizas de los muertos.

Recepción crítica
Hannah Ellis-Petersen, escribiendo en The Guardian , describe el libro como "un metarrelato de múltiples capas y autorreferencial".
Jake Arnott , en una reseña para The Guardian , dijo que el libro estaba "esclavizado por sus fuentes", señalando sus muchas referencias a la cultura pop y sus "trasfondos dispares", pero "hay demasiados préstamos y simplemente no hay suficientes robos.

### Separación
Anticipándose a su retirada, en febrero de 1992, durante la entrega de los Brit Awards, la actuación the The KLF fue acompañada con la base musical del grupo inglés de crust punk Extreme Noise Terror, tal como se publicó una de las versiones del tema "3 AM Eternal", con ráfagas de ametralladora en el último redoble con munición de fogueo sobre el público. Siguió la eliminación completa de su catálogo en las tiendas y la quema pública de un millón de libras esterlinas. Drummond y Cauty declararon entonces estar dispuestos a volver al negocio únicamente tras la finalización del conflicto entre Israel y el pueblo palestino, en alusión a algo que ni ha sucedido ni tiene trazas de suceder. Desde entonces, sólo reaparecieron en una ocasión, actuando en sillas de ruedas.